# Al Molinaro
Albert Francis "Al" Molinaro, nato con il nome di Umberto Francesco Molinaro (Kenosha, 24 giugno 1919 – Glendale, 30 ottobre 2015), è stato un attore televisivo statunitense, noto per il ruolo di Alfred "Al" Delvecchio, il proprietario del locale "Arnold's" nella serie televisiva Happy Days.

## Biografia
Ultimo dei dodici figli di immigrati calabresi nati rispettivamente a Marano Principato e a Cosenza Raffaele Frank Molinaro (1878-1956) e Teresa Menane (1886-1936), si trasferì in California negli anni Cinquanta, svolgendo attività nel campo immobiliare. Solo alla fine del decennio successivo entrò a far parte del mondo dello spettacolo e riuscì a coronare la propria antica ambizione di diventare attore. Il suo primo personaggio di rilievo fu il maldestro poliziotto Murray nella serie televisiva La strana coppia (1970-1975).
Diventato noto al grande pubblico come uno degli attori più riconoscibili di Hollywood, grazie al suo volto dal naso prominente, egli rimane tuttavia nella memoria collettiva grazie al ruolo di Al Delvecchio, proprietario del locale "Arnold's" dove i giovani protagonisti del telefilm Happy Days (1974-1984) si incontrano e trascorrono il tempo libero: interpretò lo stesso personaggio anche nello spin-off Jenny e Chachi (1982-1983) e nel videoclip del singolo Buddy Holly (1994) dei Weezer, ambientato appunto nel famoso ristorante della serie originaria. Del resto nel 1987, insieme con l'ex componente del cast di Happy Days Anson Williams, egli aveva anche aperto una catena di ristoranti chiamati "Big Al".
Dopo il suo ritiro dalle scene televisive all'inizio degli anni Novanta, Molinaro lavorò in spot pubblicitari e scrisse racconti per ragazzi.

### Morte
Il 30 ottobre 2015, il figlio Michael ne annunciò la morte all'età di 96 anni a causa di una complicazione dovuta a calcoli alla cistifellea.

## Filmografia

### Cinema
- Love Me Madly, regia di Klaytan W. Kirby (1954)

- Tutto accadde un venerdì (Freaky Friday), regia di Gary Nelson (1976)

### Televisione
- Reporter alla ribalta (The Name of the Game) - serie TV, episodio 1x19 (1969)
- Get Smart - serie TV, episodi 5x2-5x13 (1969)
- La fattoria dei giorni felici (Green Acres) - serie TV, episodi 4x16-5x4-6x9 (1969-1970)
- Quella strana ragazza (That Girl) - serie TV, episodio 5x19 (1971)
- Vita da strega (Bewitched) - serie TV, episodio 8x5 (1971)
- Love, American Style - serie TV, episodi 3x17-4x11-5x14 (1972-1974)
- It's a Bird... It's a Plane... It's Superman!, regia di Jack Regas - film TV (1975)
- La strana coppia (The Odd Couple) - serie TV, 73 episodi (1970-1975)
- Doc - serie TV, episodio 1x6 (1975)
- Laverne & Shirley - serie TV, episodio 1x5 (1976)
- Terrore a 12 mila metri (Mayday at 40,000 Feet!), regia di Robert Butler - film TV (1976)
- Rosetti and Ryan - serie TV, episodio 1x0 (1977)
- Great Day, regia di Peter Baldwin - film TV (1977)
- Love Boat (The Love Boat) - serie TV, episodio 1x10 (1977)
- A Christmas for Boomer, regia di William Asher - film TV (1979)
- Accidenti che caos (Gridlock), regia di James Frawley - film TV (1980)
- Fantasilandia (Fantasy Island) - serie TV, episodi 2x24-6x2 (1979-1982)
- The Ugily Family, regia di Robert Drivas - film TV (1982)
- Jenny e Chachi (Joanie Loves Chachi) - serie TV, 17 episodi (1982-1983)
- Happy Days - serie TV, 146 episodi (1974-1984)
- Punky Brewster - serie TV, episodio 2x13 (1985)
- The Family Man - serie TV, 22 episodi (1990-1991)
- Una bionda per papà (Step by Step) - serie TV, episodio 2x6 (1992)

## Doppiatori italiani
Nelle versioni in italiano delle opere in cui ha recitato, Al Molinaro è stato doppiato da:
- Gastone Pescucci ne La strana coppia
- Giuliano Persico in Happy Days
- Riccardo Garrone in Jenny e Chachi